# Cándida Antonia Bueno Iso
Cándida Antonia Bueno Iso (1912 - Farasdués, 16 setembre 1936) va ser una mestra republicana progressista, assassinada a l'inici de la Guerra Civil.

## Biografia
Nascuda en un poblet indeterminat de la comarca de las Cinco Villas (la més extensa de l'Aragó) provenia d'una família de propietaris agrícoles de classe mitjana, amb conviccions sociopolítiques favorables a la Llei de Reforma Agrària republicana. Cándida Bueno havia estudiat el magisteri i impartia classes a l'escola pública de Castiliscar (Saragossa) aplicant mètodes pedagògics innovadors, encaminats a fomentar la igualtat i el pensament crític dels seus alumnes.
El 1936, el cop d'estat del 18 de Juliol va triomfar ràpidament a bona part de d'Aragó i els sublevats van iniciar una violenta repressió, amb assassinats massius d'alcaldes, líders polítics, sindicalistes, mestres i qualsevol persona sospitosa de republicanisme.
Cándida Bueno tenia 23 anys i, malgrat ser una noia creient, va ser detinguda el 4 de setembre de 1936, acusada d'haver tret el crucifix de les aules. Juntament amb els seus germans, Manuel, Antonio i altres, va ser traslladada a la presó d'Eixea on fins l'últim moment, va ser torturada, vexada i violada. El 16 de setembre, va ser arrossegada fora de la presó i conduïda a un indret conegut com Piedra del Canto, de la carretera de Farasdués, on la van afusellar amb els seus dos germans. Llurs cossos van ser sepultats en una fossa comú del cementiri i encara no han estat identificats.
Vuitanta-sis anys més tard, en compliment de la llei de memòria històrica, el ple de l'Ajuntament de Castiliscar va reprovar aquells actes i va decretar donar el nom de Cándida Antonia Bueno Iso a les escoles municipals del poble. El 17 de setembre de 2022 va ser homenatjada i inaugurada la placa commemorativa, amb l'assistència de les autoritats locals i autonòmiques.